# Mediastin
Mediastinul (mediastinum) reprezintă un complex de organe situate în cavitatea toracică între cei doi plămâni. Conține mai multe organe și structuri : inima, vasele mari ce intră și ies din inimă, traheea, esofagul, ganglioni limfatici, structuri nervoase (nervul vag, nervul frenic, trunchiul simpatic toracic), ductul toracic.

## Anatomie
Delimitare:
- anterior : stern,
- posterior : porțiunea toracică a coloanei vertebrale (T1-T12),
- bilateral : pleura mediastinală dreaptă și respectiv stângă.
- superior : apertura superioară a cutiei toracice,
- inferior : diafragma.

Topografic, mediastinul a fost impartit în mai multe regiuni, cea mai acceptată imparțire fiind cea printr-un plan imaginar transversal ce trece anterior prin unghiul lui Louis iar posterior prin discul intervertebral T4-T5 : 
- mediastinul superior
- mediastinul inferior - la rândul său subdivizat în:
  - mediastinul anterior
  - mediastinul mediu
  - mediastinul posterior.

## Importanță clinică
Rolul mediastinului în practica medicală este dat de organele pe care le conține cu particularitățile fiecăruia. Patologia poate fi de natură medicală sau chirurgicală.
Mediastinoscopia, mediastinotomia și sternotomia sunt cele mai des utilizate modalități de abord chirurgical exclusiv mediastinal cu vizionarea directă a componentelor acestuia.